# Impacts des pollutions anthropiques sur les récifs coralliens
Les impacts des pollutions anthropiques sur les récifs coralliens[réf. nécessaire] sont les conséquences de l'activité humaine sur la santé et la survie des barrières de corail, écosystèmes marins particulièrement sensibles aux pollutions.

## Introduction

### Alimentation
Le corail, qui est un animal de la famille des Cnidaires et de la classe des Anthozoaires, possède un orifice entouré de tentacules, lui permettant notamment de capturer des proies afin de s’alimenter.

### Habitat
Les coraux vivent en colonie dans des mers chaudes (lorsque les températures sont comprises entre 20 et 27°C). C'est pourquoi ces derniers prospèrent entre 30° de latitude nord et 30° de latitude sud. En effet, c'est dans cette zone qu'ils disposent des conditions nécessaires à la fabrication d’un squelette externe calcaire et dur qui est à l'origine de la construction d'un récif corallien. 

### Les récifs coralliens
Un récif corallien est une association symbiotique entre un animal (l'hôte) et une algue unicellulaire dinoflagellée (le symbiote). Au sein de cette association, les algues dinoflagellées du genre Symbiodinium (« zooxanthelles ») résident dans les cellules gastro dermiques du corail hôte.
Les techniques génomiques modernes démontrent que de nombreuses espèces de coraux peuvent s'associer à plusieurs types de zooxanthelles (souvent simultanément), bien que la mesure dans laquelle cette flexibilité est disponible pour tous les coraux symbiotiques reste incertaine.
Les coraux rendent des services écosystémiques importants (nourriture, protection des côtes), et on sait à ce jour qu'un tiers des espèces de coraux sont menacées d'extinction. En effet, les diverses activités anthropiques (agriculture, mauvaise gestion des déchets) ainsi que le réchauffement climatique ne cessent d’affecter ces maillons de la biodiversité essentiels à notre survie.
Depuis le premier événement de blanchiment de masse à l'échelle mondiale de 1983, la fréquence et la gravité des événements de blanchissement à grande échelle ont considérablement augmenté. Lorsque cela se produit, les récifs coralliens sont en danger car cela signifie que le corail perd son algue symbiotique et ne sont en conséquence plus en mesure d’assurer leurs rôles.

## Pollution azotée
De nos jours, l'eutrophisation est une menace croissante pour les habitats des récifs coralliens. L'eutrophisation s'est accélérée ces dernières années avec notamment les éléments nutritifs côtiers, et cela devrait continuer à augmenter sous l'effet du changement climatique. Il est avéré que cette dernière augmente la vulnérabilité des coraux au blanchissement thermique.
Cependant, les mécanismes par lesquels la pollution par les nutriments affecte les coraux et les récifs coralliens sont encore débattus, particulièrement en ce qui concerne l'azote. 
D'une part, l'enrichissement en azote peuvent affecter directement la physiologie des coraux ainsi que leur résilience. D'autre part, cette pollution les affecte de manière indirecte en favorisant la croissance d'autres organismes. 

### Effet direct

#### Une tolérance réduite à la chaleur
La forte productivité et l'accrétion de carbonate de calcium dans les écosystèmes récifaux tropicaux d'eau peu profonde témoignent du succès évolutif de l'association symbiotique à l’origine des récifs coralliens. 
Au sein de cette association, on retrouve des consortiums souvent mixtes des types de zooxanthelles qui vivent dans les tissus coralliens à des densités très élevées, réalisant une photosynthèse intensive. 
Dans les conditions optimales des eaux tropicales, qui sont pauvres en nutriments, la grande majorité du carbone organique assimilé est généralement transloquée vers le corail, ce qui contribue de manière substantielle à ses besoins en carbone et en énergie.
Cependant, cette association est très sensible à toute augmentation supérieure à la moyenne de la température, et on sait que la présence d'azote en trop grande quantité (ce qui est souvent le cas, à cause des activités anthropiques) réduit la tolérance des coraux à la chaleur. L'exposition des communautés coralliennes à des températures supérieures de seulement 1-2°C au maximum moyen estival peut entraîner la rupture de la symbiose, se traduisant par l'expulsion du partenaire algal et provoquant le phénomène de blanchissement des coraux. C'est l'altération des mécanismes photosynthétiques des zooxanthelles qui entraîne cette réponse de blanchiment. Lorsque le blanchiment est grave et que la symbiose est incapable de se rétablir, le corail hôte meurt. 

#### Une durée de blanchissement plus longue
De récentes expériences ont démontré qu’il existait un lien direct entre un excès d'azote et le blanchiment des coraux. 
À plus grande échelle, les données provenant des Caraïbes et de la Grande Barrière de corail montrent des corrélations positives entre les concentrations d'azote dans la colonne d'eau et le blanchiment des coraux. 
Les effets sur la croissance des coraux sont très variables en fonction des sources d'azote. Par exemple, l'enrichissement en nutriments via l'excrétion des poissons favorise la croissance des coraux alors que les nutriments d'origine anthropique l'inhibe. Ainsi, les différentes formes (nitrate ou ammonium/urée), et sources d'azote (anthropique vs dérivé des poissons) peuvent avoir des effets fondamentalement différents sur la biologie et la physiologie des coraux.

### Effets indirects
Il existe des effets indirects qui peuvent affecter notamment la résilience des récifs coralliens (c'est-à-dire l'induction de maladies par la stimulation de virus), et de bactéries pathogènes. 
Un autre effet indirect pourrait être la prolifération du phytoplancton due à cet enrichissement en azote, qui peut également augmenter la fréquence de clonage et le taux de développement des larves de l'Acanthaster pourpre (Acanthaster planci, prédateurs naturels des coraux), augmentant ainsi la prédation des coraux. 

## Pollution par les microplastiques
On trouve des débris de plastique sur les rivages du monde entier. Les plastiques constituent (de manière fiable) 70 % des déchets marins dans certaines régions. La dégradation des plastiques peut prendre 500 à 1 000 ans. Ainsi, presque tout le plastique créé sur Terre existe toujours et est souvent altéré en plastiques plus petits, appelés microplastiques, dont des particules font moins de 5 mm. Les sources de microplastiques sont diverses et comprennent, par exemple, les vêtements et les pneus de voiture. Ils sont transportés par les eaux de ruissellement, les vents et les voies navigables. 
Les microplastiques sont omniprésents, c'est pourquoi on s'intéresse à leurs impacts sur les organismes marins. Des études récentes ont montré que divers organismes ingèrent des microplastiques, sachant que ces derniers ont le potentiel d'être transférés à travers le réseau trophique.
Après l'ingestion, les organismes peuvent souffrir d'une nutrition réduite, mourant de faim avec un système digestif plein. Cela s'explique par le fait que des microplastiques aient été trouvés dans le tube digestif d'invertébrés et de poissons d'habitats divers.
Les récifs coralliens font partie des régions les plus riches en biodiversité de l'océan, puisqu'ils abritent 25 à 33 % de la vie marine connue. Le corail se nourrit majoritairement d'organismes microscopiques ainsi que de débris organiques. En tant que filtreurs ou suspensivores, les invertébrés marins benthiques sont vulnérables à l'ingestion de microplastiques. Les coraux peuvent donc eux aussi ingérer des microplastiques. À noter que la dynamique d'ingestion est probablement spécifique à chaque espèce. L'ingestion de microplastiques par le corail tempéré Astrangia poculata a été étudiée en 2019. Il a été détecté en moyenne plus de 100 particules microplastiques par polype dans des colonies capturées à l'état sauvage au niveau de Rhode Island. 
Certains coraux blanchissent et subissent une nécrose tissulaire, tandis que d'autres produisent du mucus, des particules en surnombre ou s'attachent à elles-mêmes. 
Le corail d'eau froide Lophelia pertusa a connu des taux de croissance squelettique réduits lorsqu'il a été exposé à des microplastiques, alors que l'ingestion de microplastiques n'a eu aucun effet sur la calcification de deux espèces de récifs des Caraïbes peu profonds. 
En réponse à l'exposition aux microplastiques, Pocillopora damicornis a montré une augmentation du stress et une diminution de la fonction immunitaire, mais Porites lute a été capable d'augmenter la production de mucus et n'a montré aucun effet négatif sur la santé. 
L'exposition aux microplastiques sur les symbioses cnidaires-algues est également variée, allant de l'absence de changement dans la densité de la symbiose à la perturbation de celle-ci. Les mécanismes de réponse des coraux aux microplastiques ne sont pas bien compris, mais certains coraux peuvent utiliser la chimioréception pour ingérer préférentiellement les particules microplastiques. Il est probable que les microplastiques seront présents dans presque tous les taxons des animaux examinés, d'où la nécessité impérative et urgente de comprendre les schémas, la dynamique, les mécanismes et les conséquences de l'ingestion.
Pour ce, des études ont été menées sur le corail Astrangia poculata. Son aire de répartition comprend les habitats côtiers des États-Unis, du nord de la baie de Buzzards au golfe du Mexique. Il est également présent le long de la côte américaine du Golfe du Mexique et des Bermudes. Les objectifs de cette étude comprenaient l’identification et les conséquences de l’ingestion des microplastiques sur l’alimentation ultérieure.

### Un effet barrière à l'ingestion
Lorsque les coraux ont été exposés à des copépodes ou à des crevettes saumonées vivantes après une exposition de 15 minutes aux œufs de crevettes en saumure ou aux microbilles, il n'y avait pas de différence significative entre les quantités de nouvelles proies consommées. De même, lorsque les coraux ont été initialement exposés aux œufs de crevettes en saumure, ils ont continué à manger des œufs de crevettes en saumure lorsqu'ils ont été exposés à nouveau. Cependant, aucun œuf de crevettes en saumure n'a été mangé par les polypes après une exposition initiale de 15 min aux microbilles. De même, les coraux qui ont été exposés simultanément aux œufs de crevettes en saumure et aux microbilles ont ingéré préférentiellement les microbilles (test de permutation apparié).
Toutes les expériences ont démontré qu'Astrangia poculata présente une ingestion préférentielle de microplastiques, ce qui pourrait avoir des implications importantes pour sa nutrition. De fortes concentrations de microplastiques ont été trouvées, et la majorité étaient des fibres. Ainsi, les coraux peuvent à la fois subir une perte d'apport nutritif en mangeant des microplastiques non nutritifs, mais également subir une perte d'énergie due à l'effort qui est nécessaire à l'ingestion ainsi qu’au rejet de ces derniers. 
Le taux élevé de microplastiques chez Astrangia poculata peut être dû à la proximité d'une zone urbaine très développée ou à un trafic maritime commercial important. L'aire de répartition géographique d'Astrangia poculata coincide avec de nombreux ports urbains et côtiers qui présentent des densités de débris flottants plus élevées que celles des plaques d'ordures du milieu de l'océan. 
Ainsi, la présence en abondance de microplastiques observée pourrait être due à la décomposition des macroplastiques se trouvant à proximité. Les systèmes d'égouts situés sur la côte permettraient ainsi aux microplastiques de pénétrer dans les cours d'eau urbains côtiers et d’affecter les coraux.

### Une préférence alimentaire orientée vers les microplastiques
Une étude a fait état d'une préférence alimentaire qui est orientée vers les microplastiques : en effet, les coraux qui ont été nourris avec des microbilles de polyéthylène, les colonies d'Astrangia poculata ont ingéré les billes dans la cavité gastro-vasculaire du polype. Les coraux ont ingéré préférentiellement les microbilles par rapport aux œufs de crevettes en saumure, qui sont comparables en forme et en taille. Ceci signifie que le fait d’avoir été nourris avec du plastique ultérieurement influence l’alimentation des coraux à postériori.  

## Pollution aux hydrocarbures

### Situation actuelle
De multiples variétés de produits pétroliers ont un impact sur l'environnement marin. 95% du commerce mondial s'effectue par voie maritime par près de 50 000 navires tels que les pétroliers, porte-conteneurs, vraquiers, etc. Cette activité constitue une part majeure de pollution par les hydrocarbures notamment lors d'accidents pétroliers ou d'échouages comme celui du vraquier MV Wakashio en juillet 2020. La pollution aux hydrocarbures est responsable de 33% des contaminations marines et représente 2.5% de la pollution marine.

### Types de pollution d'hydrocarbure
On estime chaque année que sont déversées près de 3 millions de tonnes d’hydrocarbures dans les océans et mer représentant ainsi 10% de la pollution marine. Le 90% restant sont de trois origines. La pollution tellurique, soit une pollution industrielle et domestique correspondant à un taux de 70%, la pollution des activités d’extraction du pétrole off-shore qui est-elle de 10%, et la pollution dite naturelle, provenant des fissures dans les fonds marins qui est quant à elle de 10%.
L'apport d'hydrocarbures dans le milieu marin peut aller des apports chroniques diffus, se répétant dans le temps à allure lente, jusqu'aux déversements massifs qui ont pour origine l'anthropique avec les accidents tels que les échouements, les naufrages des pétroliers ou encore les défauts de cuves fissurées.

### Conséquences sur l'environnement
Lors de cette pollution en milieu marin, les conséquences sur l'environnement sont physiques et toxiques. La conséquence physique se traduit par un engluement voit un étouffement des habitats naturels. Pour ce qui est de la toxicité, elle se décrit par une contamination des organismes par un processus chimique qui est dû aux éléments contenus dans les hydrocarbures.
Les hydrocarbures provenant de l'activité pétrolière sont parmi les déchets les plus toxiques déversés en mer. Les impacts sur les écosystèmes dépendent de plusieurs facteurs comme les conditions environnementales, météorologiques, la sensibilité du lieu, la quantité et le type d'hydrocarbures déversés dans les eaux. Ces critères impliquent également une vitesse de dégradation naturelle plus ou moins longue et un temps d'exposition aux différents produits chimiques.
On peut noter trois façons par lesquels les hydrocarbures peuvent entrer en contact direct avec le corail : les dépôts des hydrocarbures lors du retrait des marées, le brassage ou encore le délayage des hydrocarbures qui descendent en profondeur pour se fixer sur le corail ou encore la contamination du sable et des sédiments par les hydrocarbures lourds.
De plus, la combustion du pétrole augmente le CO2 dans l'atmosphère menant à l'augmentation des températures océaniques impactant fortement les coraux en raison de leur fragilité et de leur besoin de température stable.

### L'accident du pétrolierPrestige
Le 13 novembre 2002, le navire pétrolier Prestige fait état d'une large brèche de 50 mètres sur tribord et déverse 73 000 tonnes de fuel lourds au large des côtes de Galice, en Espagne. Les dégâts sont considérables, atteignant Arcachon, la Vendée et le Sud de la Bretagne. Au total, les hydrocarbures ont touché près de 1 900 km de côtes en Espagne mais également en France.
Selon la Société océanographique espagnole, la marée noire a causé la mort de 10 000 à 15 000 oiseaux et plus de 90 espèces d'oiseaux ont été touchées (115 000 à 230 000 oiseaux au total). De plus, l’espèce Uria alge est considérée comme éteinte depuis le naufrage.
Le fuel est le principal responsable des dommages causés. La pollution du carburant sur les êtres vivants et les végétaux (coraux et algues), peut-être aggravée par les degrés de viscosité et le poids de l'hydrocarbure étant très important car le fuel est l'un des hydrocarbures le plus lourd.
L'étude de Greenpeace démontre que le naufrage a détruit la zone de Corrubedo, qui est incluse dans la Convention de Ramsar (Convention sur les zones humides d’importance internationale).
D'autres navires ont profité de cette opportunité pour nettoyer leurs réservoirs de carburant. Cette action a également augmenté fortement la pollution. Une analyse du carburant collecté sur la plage a indiqué qu'une partie provenait d'autres navires, ce qui augmente le taux d'hydrocarbures déversé dans les océans et ainsi leur impact sur l'environnement.
Certains chercheurs scientifiques ont montré qu'il fallait en moyenne 15 ans pour voir les impacts totaux sur les écosystèmes et les récifs coralliens. Ce sera notamment le cas pour le naufrage du cargo Japonais MV Wakashio le 25 juillet 2020, qui a déversé près de 1 000 tonnes de fioul dans l'océan Indien. Celui-ci a heurté les côtes mauriciennes et s'est brisé en deux, déversant ainsi la totalité de ses cuves d'hydrocarbures au large de l'Île Maurice. Des experts japonais ont ainsi réalisés des études sur les fonds marins au large de l'Île Maurice, où le navire s’est échoué. Ils n’ont pas pu déterminer l'état des récifs car cela se fait sur le long terme. 

## Pollution à l'oxybenzone
Les huiles et crèmes solaires sont une pollution importante. Chaque année près de 25 000 tonnes de crème sont diffusées dans l'eau par les baigneurs. Soit environ 4 000 tonnes qui sont absorbées par les massifs de corail. La crème solaire peut tuer un corail en espace de 48 heures environ. Les produits chimiques présents dans la crème solaire s'infiltrent dans l'océan et contaminent voire peuvent détruire les coraux. De plus, les aérosols vaporisent généralement de grandes quantités de crème solaire dans le sable, qui finissent dans les océans.

### Impact de certains produits sur l'environnement
Les produits chimiques tels que l'oxybenzone (BP-3), l'octostyle, certains parabènes sont généralement utilisés dans près de 3 500 produits destinés à nous protéger des rayons ultraviolets dans le monde. Ces produits ont la capacité d'absorber les rayons ultraviolets et de protéger la peau humaine de façon presque totale. Ces substances peuvent perturber le cycle de reproduction ainsi que la croissance des coraux et provoquer un phénomène provoquer appelé blanchissement des coraux. 
Les recherches montrent que l'exposition des larves de corail à l'oxybenzone provoque des déformations morphologiques importantes à la suite de l’absorption de celui-ci. Le BP-3 provoque en effet un endommagement sur leur ADN et agit comme perturbateurs endocriniens provocant ainsi un emprisonnement du corail dans son propre squelette, entraînant par la suite un étouffement mortel.
Les 25 000 tonnes de crèmes solaires déversés chaque année dans les océans contiennent 1% à 10% de teneur en oxybenzone en plus des 82 000 substances chimiques polluantes qui sont déjà présentes dans l'environnement marin. Les scientifiques affirment qu'au moins 10% des récifs coralliens dans le monde risquent de disparaître en raison de l'exposition à trop haut niveau de cette substance toxique. De plus, les coraux sont situés en majeure partie en zone fortement touristique ce qui n'arrange en rien leur protection malgré les restrictions imposées par certains pays.

### Impact sur le corail
La couche supérieure du corail est composée d'organismes vivants, les macro-algues symbiotiques, les zooxanthelles. Ceux-ci leur donnent des nutriments et leur donnent aussi de la couleur. Ils sont généralement bruns ou verts ou de couleur vive et apparaissent presque blancs dessous. Quand il subit un blanchiment, celui-ci ne meurt pas. Les coraux ont une capacité régénératrice pouvant pallier ce phénomène. Malgré cela, il reste tout de même vulnérable au moindre stress. Ce phénomène se décrit par l'effet combiné du réchauffement des eaux dû au réchauffement climatique mais également de la résurgence du courant chaud ainsi menaçant les écosystèmes marins.

### Mesures
Certaines mesures permettent de réduire la menace qui pèse sur les massifs coralliens, notamment sur les récifs tropicaux peu profonds et plus affectés par un effet de phototoxicité des produits pétroliers. Elles sont cependant peu nombreuses et d'une efficacité relative en comparaison de l'impact significatif de ces pollutions sur les récifs coralliens menacés à court ou moyen terme.
Pour remplacer la crème solaire contenant de l'oxybenzone certains laboratoires ont décidé de se tourner sur la protection à base de minéraux naturels. Dans certaines îles comme les Palaos (depuis le 1er janvier 2020), Hawaï ou encore l'Île Maurice (entrée en vigueur en janvier 2021) ont décidé d'interdire complètement les crèmes et huiles solaires afin de préserver leurs récifs coralliens.

## Pollution sonore

### Le bruit marin
Il est désormais reconnu que la pollution sonore est un facteur de stress anthropique qui engendre des impacts négatifs sur la physiologie et le comportement des organismes marins. 
L'augmentation constante de la pêche, du transport maritime ainsi que du tourisme entraîne un bruit sous-marin de plus en plus important. Ce dernier est également généré par les plateformes pétrolières ainsi que les travaux de construction maritime.  

### Facteurs influençant l'impact des bruits
L'impact du bruit sur les organismes dépend de la sensibilité acoustique et du stade de développement de ceux-ci mais aussi de la source, du type et de la durée du bruit émis. Ces impacts ont majoritairement été étudiés sur quelques espèces de poissons qui sont les organismes récifaux les plus divers et capables de produire mais aussi de détecter des sons,, et cela grâce à des cellules ciliées sensorielles qui ont pour rôle de convertir les mouvements de particules en signaux électriques. Celles-ci sont perturbées par le bruit sous-marin.  

### Impacts du bruit sur les coraux
Dans le cycle de reproduction des coraux, l'établissement d'une nouvelle colonie corallienne est possible grâce à la formation d'une larve lors de la reproduction sexuée. Celle-ci est de type planula et est donc ciliée. A donc été soulevée la question de la possible détection des sons par ces dernières. Ces larves semblent se servir des sons présents dans leur environnement afin de distinguer les habitats de mauvaise qualité et ceux de bonne qualité. Elles se fixent ensuite sur le fond de ceux qui sont favorables afin de se métamorphoser en polype. Or, les bateaux produisant des sons à basse fréquence empêchent les larves de s'orienter vers les habitats de colonisation optimaux. D'après plusieurs études,,, les larves d'Acropora cytherea (corail pierreux) ainsi que celles de Pocillopora damicornis (chou-fleur) s'installent sur des algues coralliennes crustales (crustose coralline algae) mortes. Leur phototaxie positive vers des récifs sains avait donc été affectée par les bruits de bateaux. Ceux-ci perturbent donc la capacité des larves à intégrer et répondre aux signaux de colonisation ainsi qu'à s'orienter par phonotaxie. 
De plus, les bruits émis par les bateaux et désorientant les larves de poisson de récifs coralliens entraînent une augmentation des coûts énergétiques et des risques de prédation de ces dernières. Ces conséquences peuvent être étendues aux larves des coraux qui sont soumises aux mêmes pressions en raison d’un milieu de vie similaire.